# ليو الثالث الإيساوري
ليو الثالث (Leo III) الإيساوري وعُرف أيضًا بـالـسوري (بالـيونانية: Λέων Γ΄΅ Leōn III)، (تقريبًا 675 - 18 يونيو 741) كان الإمبراطور البيزنطي من 717 حتى وفاته في 741. وقد وضع حدًا لفترة عدم الاستقرار، واستطاع أن يدافع بنجاح عن الإمبراطورية ضد غزو الأمويين وتحريم توقير الأيقونات.

## حياته

### فترة الطفولة
وُلِدَ لِيُّو، الذي سُمٍّيَ في الأصل بكونون، في غِرمانيكَيا (مرعش/تركيا) في منطقة مملكة كوماجيني السُّورية لعائلة سورية الأصل، كان طليقًا باللغة العربية، وعلى الأَغلب كانت لُغته الأم، وقد زَعَمَ البعض، مثل: المؤرخ الـبيزنطي تيوفان، أن عائلة كونون كانت قد سكنت مجددًا في تراقيا، حيث انضم لأداء الخدمة العسكرية لدى الإمبراطور جوستينيان الثاني، عندما تقدم جوستينيان نحو القسطنطينية مصطحبًا جيشًا يبلغ عدد فرسانه 15000، وذلك بدعم من تيرفل إمبراطور بلغاريا في 705.
بعد انتصار جوستينيان الثاني، أُرسِلَ ليو في بعثة دبلوماسية إلى ألانيا ولازيكا للاتفاق على تحالف ضد الخلافة الأموية تحت حكم الوليد بن عبد الملك. وقام أناستاسيوس الثاني بتعيين ليو قائدًا عسكريًا (إستراتيجوس) لـ ثيمة الأناضول. وعند عزله، تآمر مع زميله أرتاباسدوس، القائد العسكري لـ أرمينيا، للإطاحة بالإمبراطور الجديد ثيودوسيوس الثالث. وكان أرتاباسدوس قد خَطَبَ أنّا،
ابنة ليو، حيث كان ذلك جزءًا من الاتفاق.

### حصار القسطنطينية

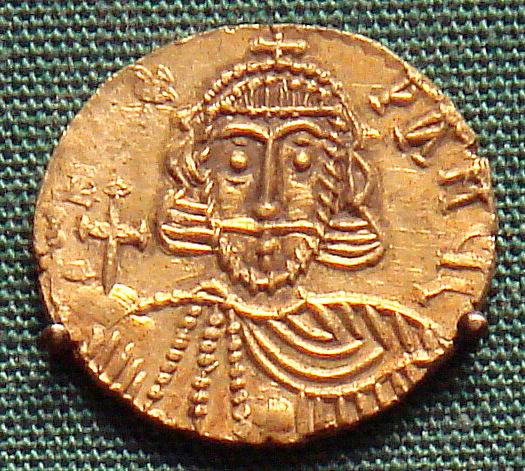
عملة ذهبية لليو الثالث، تم صكها في روما.

دخل ليو القسطنطينية في 25 مارس 717 وأجبر ثيودوسيوس الثالث على التنازل عن العرش، وأصبح الإمبراطور ليو الثالث. أُجبِر الإمبراطور الجديد على حضور حصار القسطنطينية (717-718) فورًا، الذي بدأ في أغسطس من نفس العام. وتكون الجيش العربي من قوات من الأمويين أرسلها الخليفة سليمان بن عبد الملك تخدم لدى أخيه مسلمة بن عبد الملك. حيث انتهزوا فرصة الشقاق الأهلي في الإمبراطورية البيزنطية لإحضار قوات تبلغ من 80000 إلى 120000 فرد وأسطول ضخم إلى البوسفور.
وقد بدأت الإعدادات المحكمة قبل الغزو بثلاث سنوات تحت حكم أناستاسيوس الثاني، كما أن المقاومة المستميتة لليو أرهقت المهاجمين. يتمثل أحد العوامل الهامة لانتصار البيزنطيين في استخدامهم لـنار الإغريق. وقعت القوات العربية أيضًا ضحية للإمدادات العسكرية البلغارية التي وصلت لمساعدة البيزنطيين. وتحالف ليو مع البلغاريين، لكن المؤرخ تيوفان المعرف لم يكن على يقين بما إذا كانوا مستمرين في تأدية الخدمة لدى خليفه النهائي كورميسي حاكم بلغاريا.
أُجبِر العرب على التخلي عن الحصار في أغسطس، 718، بعد أن عجزوا عن مواصلة الحصار في مواجهة الهجوم البلغاري، والحصانة التي تتمتع بها أسوار القسطنطينية، بالإضافة إلى احتياطاتهم التي كانت قد استنفدت. توفي سليمان في العام السابق ولم يكن عمر بن عبد العزيز قادراً على الإقدام على حصارٍ آخر. ودام الحصار لمدة 12 شهراً.

### الإدارة

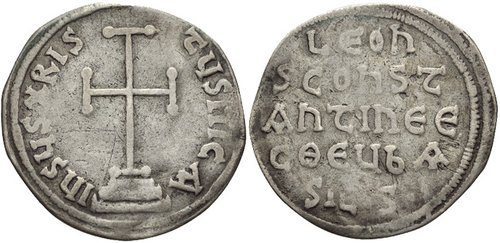
مثال على عملات miliaresion الفضية، قام بصكها ليو الثالث لتخليد ذكرى تتويج ابنه، قسطنطين الخامس، كأباطرة شركاء في 720.

بعد أن حمى الإمبراطورية من الفناء، واصل ليو تعزيز إدارته، التي كانت قد أُصيبت باختلالٍ تام خلال السنوات السابقة التي عمت فيها الفوضى. في 718، أخمد ليو ثورة اندلعت في صقلية، وفي 719، كرر ذلك في أمر الإمبراطور المخلوع أناستاسيوس الثاني.
لقد أمَّن ليو حدود الإمبراطورية عن طريق دعوة المستوطنين السلافيين إلى المناطق الخالية من السكان، وإعادة الجيش البيزنطي إلى كفاءته؛ فحينما عاودت الخلافة الأموية غزواتها في 726 و739، كجزء من حملات هشام بن عبد الملك وخاصةً في أكروينيون في 740. واكتملت جهوده العسكرية من خلال تحالفاته مع الخزر وجورجيين.
أخذ ليو على عاتقه مجموعة من الإصلاحات المدنية تشمل إلغاء نظام دفع الضرائب المسبق الذي أثقل الملاك الأثرياء كثيرًا، وترقية الأقنان إلى طبقة المستأجرين الأحرار، وإعادة صياغة أسرة، وقانون الأميرالية، والقانون الجنائي، واستبدال بتر بـعقوبة الإعدام. وقوبلت الإجراءات الجديدة، التي تمثلت في قانون جديد سُمِّي بقانون بيزنطي (اختيار) ونُشِرت في 726، ببعض المعارضة من جانب النبلاء وكبار علماء الدين. كما تولى الإمبراطور إعادة تنظيم الـثيمة عن طريق إيجاد ثيمات جديدة في منطقة إيجة.

### تحريم توقير الأيقونات
تتمثل أبرز إصلاحات ليو التشريعية تعلقت بالأمور الدينية، خاصةً تحريم توقير الأيقونات («تحطيم الأيقونات»، لذلك، فإن محرم الأيقونات هو «محطم الأيقونات»). بعد النجاح البارز الذي شهدته محاولة فرض الـمعمودية على جميع الـيهود والـمونتانيين في الإمبراطورية (722)، أصدر ليو سلسلة من الفرمانات ضد عبادة الصور (726–729). ويبدو أن مثل ذلك المنع لعادة كانت تُتَّبع لقرون كان مدفوعًا برغبة حقيقية للارتقاء بالأخلاق العامة، وقوبلت بالترحيب من قِبَل الأرستقراطية الرسمية وقطاع من رجال الدين. بينما عارض معظم علماء اللاهوت والرهبان تلك الإجراءات بشكل متعنت، كما رفض الناس في الأجزاء الغربية من الإمبراطورية الامتثال للفرمان.
لقد أخمد الأسطول الملكي الثورة التي اندلعت في اليونان بسبب أمور دينية في 727. وفي 730، آثر جيرمانوس الأول بطريرك القسطنطينية أن يتنحى على الامتثال لفرمان يدعو لتحطيم الأيقونات. فقام ليو باستبداله بـأناستاسيوس، الذي وقف إلى جانب الإمبراطور في مسألة الأيقونات عن طيب خاطر. وهكذا، قمع ليو المعارضة الصريحة للعاصمة.
أما في شبه الجزيرة الإيطالية، فقد أدى الموقف الجريء للباباوين جريجوري الثاني وجريجوري الثالث في مسألة تحريم الأيقونات إلى حرب شرسة مع الإمبراطور. قام الأول بعقد مجالس في روما لعزل مُحرِّمي الأيقونات وحرمانهم كنسيًا (730، 732)؛ وفي 740، انتقم ليو عن طريق نقل جنوب إيطاليا وإيلليريكوم من أسقفية البابا إلى أسقفية بطريرك القسطنطينية. وصاحب ذلك الصراع نشوب حرب في إكسرخسية رافينا في 727، والتي حاول ليو في النهاية أن يقمعها من خلال الأسطول الضخم. ولكن تحطم الجيش بسبب العاصفة حسم الأمر ضده؛ واستطاع تابعوه من جنوب إيطاليا أن يتحدّوا فرماناته الدينية بنجاح، وأصبحت إكسرخسية رافينا منفصلة عن الإمبراطورية.
تُوفّي الإمبراطور بسبب مرض الـوذمة في يونيو 741.

## العائلة
بالإضافة الى زوجته ماريا، لديه أربعة أبناء معروفون:
- أنّا، التي تزوجت أرتاباسدوس.
- قسطنطين الخامس، الذي خلف الإمبراطور.
- إيرين
- كوسمو

## الإمبراطور ليو الثالث في السينما والتلفزيون
ظهرت شخصية ليو الثالث في مسلسل فارس بني مروان الذي قام السوري نجدة إسماعيل أنزور بإخراجه، وقد قام بتجسيد دوره الممثل الأردني القدير جميل عواد.

## الحواشي
1. ↑  Gero، Stephen (1973). Byzantine Iconoclasm during the Reign of Leo III, with Particular Attention to the Oriental Sources. Louvain: Secrétariat du Corpus SCO. {{استشهاد بكتاب}}: تجاهل المحلل الوسيط |الرقم المعياري= لأنه غير معروف، ويقترح استخدام |ردمك= (مساعدة)
2. ↑  Andrea L.; Ramsamy, Edward; Seybolt, Peter J.; Elliott, Carolyn M. (5 Jan 2012). Cultural Sociology of the Middle East, Asia, and Africa: An Encyclopedia (بالإنجليزية). SAGE Publications. ISBN:978-1-4522-6662-6. Archived from the original on 2021-01-29.
3. ↑  Lars (15 Sep 2009). Lost to the West: The Forgotten Byzantine Empire That Rescued Western Civilization (بالإنجليزية). Crown. ISBN:978-0-307-46241-1. Archived from the original on 2021-08-11.
4. ↑  Benjamin (2007). Islamic Imperial Law: Harun-al-Rashid's Codification Project (بالإنجليزية). Walter de Gruyter. ISBN:978-3-11-019048-9. Archived from the original on 2022-11-27.
5. ↑  Treadgold، Warren (1997). A History of the Byzantine State and Society. Stanford: University of Stanford Press. ص. 346. {{استشهاد بكتاب}}: تجاهل المحلل الوسيط |الرقم المعياري= لأنه غير معروف، ويقترح استخدام |ردمك= (مساعدة)
6. ↑  (بالفرنسية) Guilland, Rodolphe. "L’expédition de Maslama contre Constantinople (717–718)" in Études Byzantines. Paris: Presses universitaires de France, 1959, pp. 109–133.
7. ↑  Treadgold. History of the Byzantine State, p. 347.
8. ↑  Ladner, Gerhart. "Origin and Significance of the Byzantine Iconoclastic Controversy." Mediaeval Studies, 2, 1940, pp. 127–149.
9. ↑  Treadgold. History of the Byzantine State, pp. 350, 352–353.
10. ↑  Treadgold. History of the Byzantine State, p. 353.
11. ↑  Treadgold. History of the Byzantine State, pp. 354–355.

## كتابات أخرى
- Entry of "Leo III" in The قاموس أكسفورد لبيزنطة, ed. الكسندر كازدان. New York: Oxford University Press, 1991.